# Devecser
Devecser je mesto na Madžarskem, ki upravno spada pod podregijo Ajkai Županije Veszprém.